# Urkan (affluente sinistro della Zeja)
L'Urkan (in russo Уркан?) è un fiume della Siberia Orientale, affluente di sinistra della Zeja (bacino idrografico dell'Amur). Scorre nell'Oblast' dell'Amur, in Russia. Il fiume porta lo stesso nome di un altro importante affluente della Zeja, confluente però dalla destra idrografica.
Il fiume  ha origine dai monti Džagdy e scorre lungo il bassopiano dell'alta Zeja. La lunghezza del fiume è di 234 km. Sfocia nel fiume Zeja, a 878 km dalla sua foce (dal 1980, nel bacino artificiale della Zeja).